# Trapezia flavopunctata
Trapezia flavopunctata är en kräftdjursart som beskrevs av Joseph Fortuné Théodore Eydoux och Louis François Auguste Souleyet 1842. Trapezia flavopunctata ingår i släktet Trapezia och familjen Trapeziidae. Inga underarter finns listade i Catalogue of Life.

## Bildgalleri

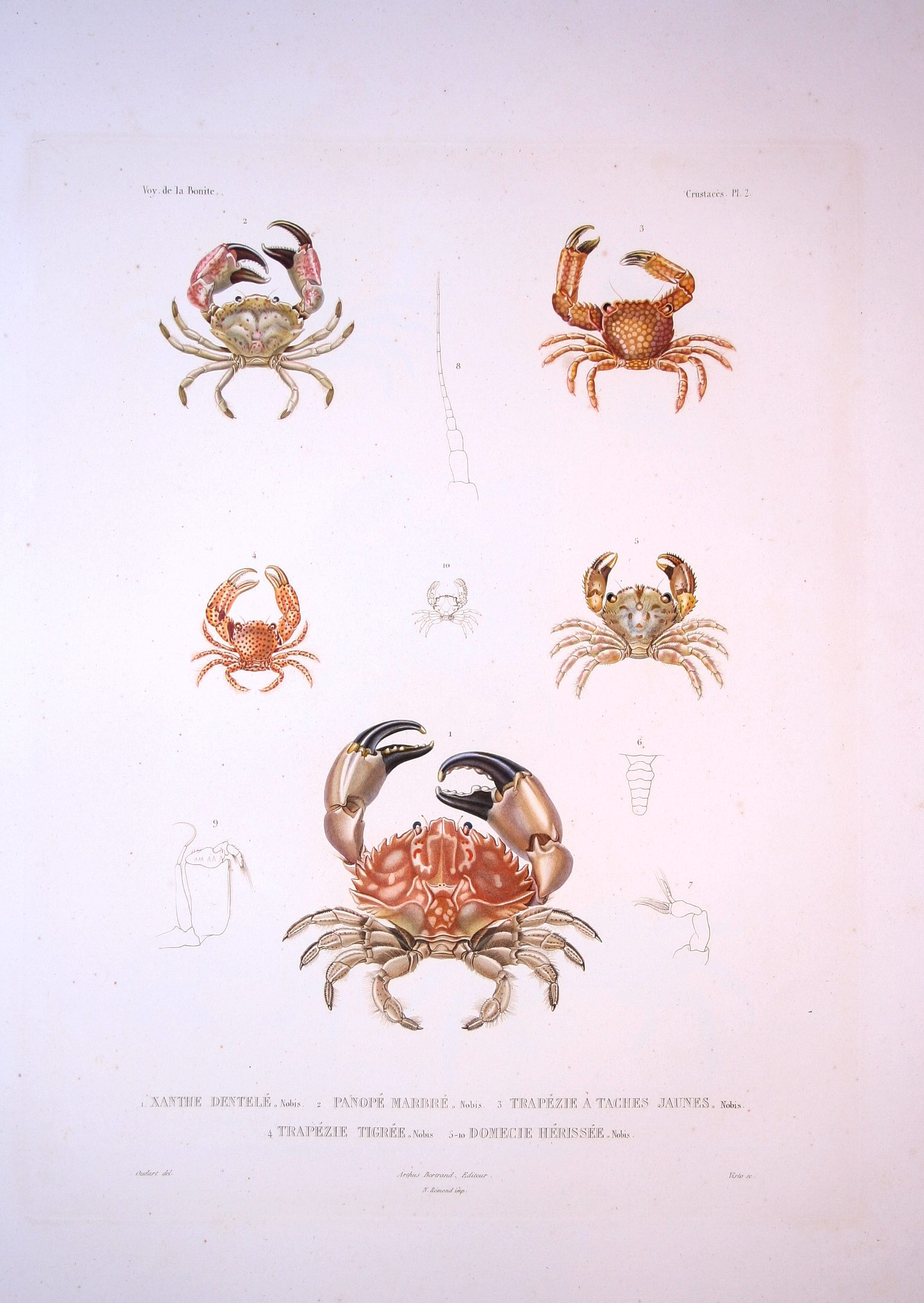